# ФК Олимпик Лион
Олимпик Лион (фр. Olympique Lyonnais) је професионални француски фудбалски клуб из града Лиона који игра у Првој лиги Француске. Према навијачима и спортским историчарима, клуб је основан као Lyon Olympique Universitaire 1899, али су се национално етаблирали као званични клуб 1950. године.
Најуспешнији период клуба је почетак 21. века. Своју прву титулу у Првој лиги Француске освојио је у сезони 2001/02. и тиме започео рекордни низ од чак седам узастопних титула првака. Лион је такође освојио рекордних седам трофеја Суперкупа Француске, пет националног купа и два наслова првака Друге лиге Француске. Највећи успех у УЕФА лиги шампиона је полуфинале у сезонама 2009/10. и 2019/20, а оба пута су поражени од Бајерна.

## Успеси

### Национални
- Прва лига Француске

Првак (7): 2001/02, 2002/03, 2003/04, 2004/05, 2005/06, 2006/07, 2007/08.
- Друга лига Француске

Првак (3): 1950/51, 1953/54, 1988/89.
- Куп Француске

Освајач (5): 1963/64, 1966/67, 1972/73, 2007/08, 2011/12.
- Лига куп Француске

Освајач (1): 2000/01.
- Суперкуп Француске

Освајач (7): 1973, 2002, 2003, 2004, 2005, 2006, 2007.

### Међународни
- Интертото куп

Освајач (1): 1997.

## Тренутни састав
Ажурирано 8. маја 2020.
| Бр. |              | Позиција | Играч                    |
| --- | ------------ | -------- | ------------------------ |
| 1   | Португалија  | Г        | Антони Лопес             |
| 2   | Француска    | О        | Мапу Јанга Мбива         |
| 3   | Данска       | О        | Јоаким Андерсен          |
| 4   | Бразил       | О        | Рафаел да Силва          |
| 5   | Белгија      | О        | Џејсон Денајер (капитен) |
| 6   | Бразил       | С        | Lucas Paquetá            |
| 7   | Француска    | Н        | Мартен Терије            |
| 8   | Француска    | С        | Хусем Ауар               |
| 9   | Француска    | Н        | Муса Дембеле             |
| 10  | Буркина Фасо | Н        | Бертран Траоре           |
| 11  | Француска    |          | Александр Лаказет        |
| 12  | Бразил       | С        | Тијаго Мендес            |
| 14  | Француска    | О        | Лео Дибоа                |
| 15  | Бразил       | С        | Камило                   |
| 16  | Швајцарска   | Г        | Антони Раћопи            |
| 17  | Француска    | С        | Џеф Рејн Аделајд         |
| 18  | Француска    | Н        | Рајан Шерки              |

| Бр. |                 | Позиција | Играч               |
| --- | --------------- | -------- | ------------------- |
| 19  | Француска       | Н        | Амин Гуири          |
| 20  | Бразил          | О        | Марсал              |
| 21  | Камерун         | Н        | Карл Токо Екамби    |
| 22  | Бразил          | С        | Жан Лукас           |
| 23  | Холандија       | О        | Кени Тете           |
| 25  | Француска       | С        | Максанс Какре       |
| 26  | Француска       | О        | Умар Соле           |
| 27  | Обала Слоноваче | Н        | Максвел Корне       |
| 28  | Мали            | О        | Јусуф Коне          |
| 29  | Француска       | С        | Лика Тузар          |
| 30  | Румунија        | Г        | Чипријан Татарушану |
| 31  | Француска       | О        | Мелвин Бард         |
| 32  | Француска       | О        | Пјер Калулу         |
| 33  | Обала Слоноваче | О        | Синали Диоманде     |
| 34  | Белгија         | О        | Херитје Дејонге     |
| 35  | Француска       | Н        | Бубакар Фофана      |
| 39  | Бразил          | С        | Бруно Гимараис      |

### Играчи на позајмици
| Бр. |           | Позиција | Играч                                        |
| --- | --------- | -------- | -------------------------------------------- |
| -   | Француска | Н        | Лени Пинтор (Троа до 30. јуна 2020)          |
| -   | Шпанија   | С        | Папе Шејк Диоп (Селта Виго до 30. јуна 2020) |